# Frederick Hedges
Frederick Hedges, né le 4 octobre 1903 à Toronto et mort le 10 décembre 1989 dans la même ville, est un rameur d'aviron canadien.

## Palmarès

### Jeux olympiques
- Amsterdam 1928
  -  Médaille de bronze en huit[1].